# TBC 석간
《TBC 석간》은 1972년 4월 3일부터 1980년 11월 30일까지 방송되었던 TBC(동양방송)의 메인 뉴스 프로그램이다.
본래 프로그램 제작국인 서울 본사에서 송출하는 TBC 석간은 생방송으로 방송되었지만, 고별 방송 때는 녹화 방송으로 방송되었다.
더욱이, TBC 부산지국의 경우, 마이크로웨이브가 설치되지 않아, 프로그램 제작국인 서울 본사와 동시 송출이 불가능하다는 특수성 때문에, 《TBC 고별석간》이라는 고별 뉴스를 100% 자체 방송 프로그램 타이틀로 방송하여, 부산지국 소속의 전옥수 앵커를 비롯한, 조계식 앵커가 진행하였다.

## 개요
1976년 8월에 제목을 《TBC 리포트》로 변경하여 방영하다가 1978년 6월 다시 원래 제목으로 환원하였다. TBC 부산지국은 프로그램 제작국(키국)인 서울본사와 뉴스명은 동일하였으며, 마이크로웨이브 미설치로 인한 서울본사(키국) 와의 수중계(동시 송출) 불가로 부산과 울산, 경상남도 등의 로컬 뉴스를 100% 자체 제작하여, 지역 방송의 독립성 강화에 한 몫을 하였다.

## 같이 보기
- 메인뉴스 프로그램
- KBS 뉴스 9 - 80년 11월까지 동시간대 경쟁 프로그램
- MBC 뉴스데스크 - 80년 11월까지 동시간대 경쟁 프로그램
- JTBC 뉴스룸 - 종합편성채널 개국 이후 메인뉴스 프로그램